# Bibio sinensis
Bibio sinensis är en tvåvingeart som beskrevs av Ouchi 1940. Bibio sinensis ingår i släktet Bibio och familjen hårmyggor. Inga underarter finns listade i Catalogue of Life.